# Cable (náutica)
En náutica, el Cable (ant. Gomena, Gumena, Cabre, Calabre) es un cabo muy grueso, generalmente de cáñamo, formado por tres guindalezas colchadas, y con el que se amarra un buque. (fr. Cable; ing. Cable; it. Canapo, Gomena).

## Etimología
Cable del bajo latín capium, latín capulum o capulus, cuerda.
Antiguamente se llamaba Gomena y Gumena, según la Acad., Cabre en lo antiguo, según Luz., y Calabre, según otros. Sin embargo, Gamb. dice que se denominaba Gumena, cuando era de esparto, en cuyo caso, según el mismo Gamb. y además Garc., Fern. Nav. y el Voc. Nav., se llamaba también Estrenque. En el día también se comprende asimismo en la denominación general de Amarra.
1. Acad.: Academia (Diccionario de la lengua Castellana)
2. Luz.: Luzuriaga (Diccionario manuscrito de los años de 1620 a 1630)
3. Gamb.: el Capitán Sebastián Fernández de Gamboa (Vocabulario manuscrito, al parecer, de mediados del siglo XVII)
4. Garc.: El Doctor Diego García de Palacios (Vocabulario de los nombres que usa la gente de mar, Impreso en México en 1587)
5. Fern. Nav.: El Almirante General D. Pedro Fernández de Navarrete (Diccionario de términos de marina: manuscrito que se halla entre sus papeles)
6. Voc. Nav.: Vocabulario Navaresco del siglo XVI

## Descripción
En la actualidad está muy generalizado el empleo de cadenas para amarras de los barcos, principalmente si se sujeta mediante anclas fondeadas, a cuyas cadenas se les denomina cables de cadena.

## Tipos

### Por el ancla
1. Cable de leva (Cable sencillo):
2. Cable de ayuste:
3. Cable de cabeza:
4. Cable de horma (Cable de forma):
5. Cable hechizo: es el que tiene menos de 120 brazas de largo

### Por el material
1. Cable de cáñamo:
2. Cable de geniqué (Cable de deniquen):
3. Cable de abacá:
4. Cable de guanbé:
5. Cable de fascal (Cable de fascar):

## Expresiones relacionadas
- Cable lavado: el que está ya servido, ha dado de sí y tiene por consecuencia gastados los hilos exteriores.
- Recorrer o requerir el cable: pasarlo por encima de la lancha y palmeándose por él, llegar hasta cerca del ancla para ver si está enredado con algún otro objeto, rozado, etc. y dejarlo en la disposición conveniente.
- Estar claros de cables: tenerlos en la dirección que se dio a cada uno al fondear el ancla respectiva o sin que estén cruzados por delante de la proa.
- Trabajar tal cable: resistir solo el cable de que se trata los esfuerzos de la mar y del viento contra el buque, por hacerse estos en dirección que no deja actuar al otro cable.
- Correrse el cable: salirse más o menos del escobén para afuera con riesgo del buque en ciertos casos.
- Salvarse sobre el cable: librarse de un naufragio próximo, por haber resistido el cable del ancla a que se dio fondo, cuando ya no quedaba otro recurso.
- Arrizar el cable o los cables: suspender las adujas que están tendidas a la guacaresca o el cable que va de las bitas a la escotilla mayor, y dejarlos sujetos a la cubierta superior.
- Picar el cable o los cables: cortarlos ejecutivamente a golpe de hacha en la necesidad urgente de dar la vela en el momento, para salvar el buque.
- Correr con cables por la popa a la rastra: echar uno o más por la popa, teniéndolos amarrados por su extremo al palo mayor, para que arrastrando por el agua, hagan disminuir la velocidad de la embarcación que se ve precisada a correr un tiempo en poca extensión de mar.
- El viento no rompe cables: proverbio y principio o axioma sentado entre los marinos que significa que la masa y velocidad de las olas del mar o los grandes golpes de percusión que producen son las únicas fuerzas capaces de hacer faltar los cables y que en efecto los rompen, no el viento, por fuerte que sea.[1]